# Gijón Open 2022
Gijón Open 2022 là một giải quần vợt nam chuyên nghiệp thi đấu trên mặt sân cứng trong nhà. Đây là lần thứ 1 giải đấu được tổ chức, và là một phần của ATP World Tour 250 trong ATP Tour 2022. Giải đấu diễn ra tại Palacio de Deportes ở Gijón, Tây Ban Nha, từ ngày 10 đến ngày 16 tháng 10 năm 2022.
Đây là một trong sáu giải đấu cấp độ ATP 250 được tổ chức vào tháng 9 và tháng 10 năm 2022 do các giải quần vợt ở Trung Quốc bị hủy vì đại dịch COVID-19.

## Nội dung đơn

### Hạt giống
| Quốc gia | Tay vợt                     | Xếp hạng† | Hạt giống |
| -------- | --------------------------- | --------- | --------- |
|          | Andrey Rublev               | 9         | 1         |
| ESP      | Pablo Carreño Busta         | 15        | 2         |
| ESP      | Roberto Bautista Agut       | 21        | 3         |
| ARG      | Francisco Cerúndolo         | 29        | 4         |
| USA      | Tommy Paul                  | 30        | 5         |
| ESP      | Alejandro Davidovich Fokina | 31        | 6         |
| ARG      | Sebastián Báez              | 35        | 7         |
| ESP      | Albert Ramos Viñolas        | 40        | 8         |

† Bảng xếp hạng vào ngày 3 tháng 10 năm 2022.

### Vận động viên khác
Đặc cách:
- Martín Landaluce
- Feliciano López[4]
- Andy Murray

Bảo toàn thứ hạng:
- Dominic Thiem

Vượt qua vòng loại:
- Nicolás Álvarez Varona
- Manuel Guinard
- Marco Trungelliti
- Alexey Vatutin

Thua cuộc may mắn:
- Carlos Taberner

### Rút lui
- Adrian Mannarino → thay thế bởi  Carlos Taberner

## Nội dung đôi

### Hạt giống
| Quốc gia | Tay vợt           | Quốc gia | Tay vợt              | Xếp hạng1 | Hạt giống |
| -------- | ----------------- | -------- | -------------------- | --------- | --------- |
| ESP      | Marcel Granollers | ARG      | Horacio Zeballos     | 23        | 1         |
| ITA      | Simone Bolelli    | ITA      | Fabio Fognini        | 51        | 2         |
| BRA      | Rafael Matos      | ESP      | David Vega Hernández | 70        | 3         |
| POR      | Francisco Cabral  | GBR      | Jamie Murray         | 77        | 4         |

- 1 Bảng xếp hạng vào ngày 3 tháng 10 năm 2022.

### Vận động viên khác
Đặc cách:
- Alejandro Davidovich Fokina /  Martín Landaluce
- Sergio Martos Gornés /  Jaume Munar

Thay thế:
- Sander Arends /  David Pel

### Rút lui
- William Blumberg /  Tommy Paul → thay thế bởi  Diego Hidalgo /  Cristian Rodríguez
- Rohan Bopanna /  Matwé Middelkoop → thay thế bởi  Marcos Giron /  Hunter Reese
- Adrian Mannarino /  Fabrice Martin → thay thế bởi  Sander Gillé /  Fabrice Martin
- Hugo Nys /  Jan Zieliński → thay thế bởi  Nikola Ćaćić /  Hugo Nys
- Albert Ramos Viñolas /  Bernabé Zapata Miralles → thay thế bởi  Sander Arends /  David Pel

## Nhà vô địch

### Đơn
- Andrey Rublev đánh bại  Sebastian Korda 6–2, 6–3

### Đôi
- Máximo González /  Andrés Molteni đánh bại  Nathaniel Lammons /  Jackson Withrow 6–7(6–8), 7–6(7–4), [10–5]